# Monument d'Archibald Reiss
Le monument d'Archibald Reiss (en serbe : Споменик Арчибалду Рајсу et Spomenik Arčibaldu Rajsu), est un monument situé dans la municipalité de Savski venac et dans le parc de Topčider à Belgrade en Serbie. Il est inscrit sur la liste des monuments culturels protégés de la république de Serbie et sur la liste des biens culturels de la ville de Belgrade.

## Présentation
Rudolf Arčibald Reiss (1876-1929) était un criminologue de renom, professeur de criminologie de l'Université de Lausanne. Après la Première Guerre mondiale, à la demande de la Serbie, il fut envoyé au Tribunal international comme membre de la Commission pour l'établissement des crimes de guerre des forces autrichiennes et bulgares dans la Serbie occupée. Il rassembla à cet effet de nombreux documents sur les crimes perpétrés dans la Mačva et dans l'est de la Serbie. Après la guerre, il vécut à Belgrade où il mourut en 1929 et fut enterré au cimetière de Topčider.
En signe de gratitude et d'amitié, l'Association des officiers de réserve et des soldats a érigé un monument en son honneur en août 1931. Sur le monument figure un buste réalisé par le sculpteur Marko Brežanin.

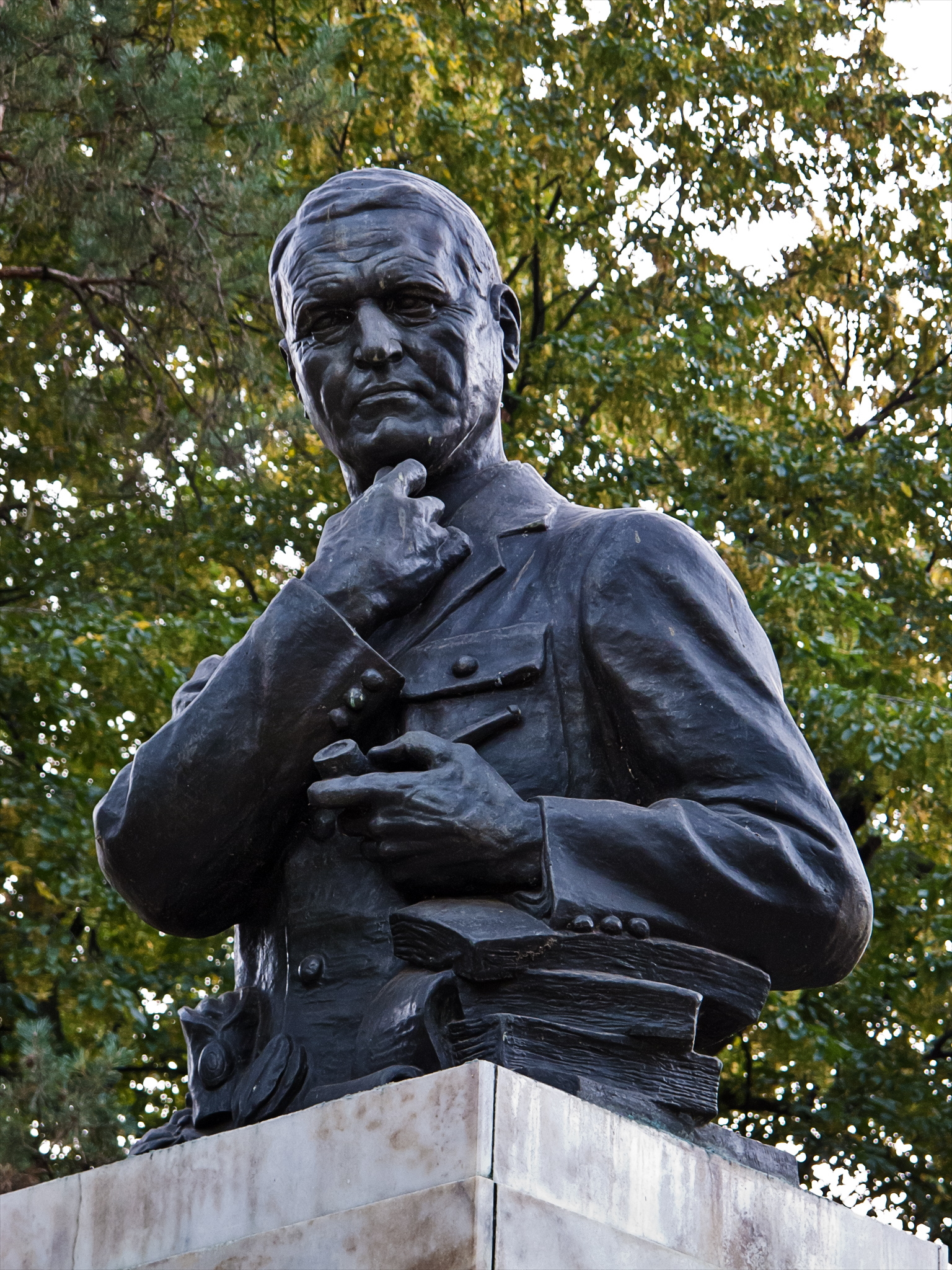
Détail du buste